# Lambrusco di Sorbara rosso
Il Lambrusco di Sorbara rosso è un vino DOC la cui zona di produzione è interamente in provincia di Modena e comprende l'intero territorio amministrativo dei comuni di Bastiglia, Bomporto, Nonantola, Ravarino, San Prospero e parte del territorio amministrativo dei comuni di Campogalliano, Camposanto, Carpi, Castelfranco Emilia, Modena, Soliera, San Cesario sul Panaro.

## Caratteristiche organolettiche
- colore: rosso rubino molto chiaro con riflessi violacei se in fase giovanile. La spuma deve essere ben compatta con un perlage di media lunghezza.
- odore: gradevole, profumato che ricorda quello della viola ma in alcuni anche fragola, ciliegia, mela cotogna, zucchero di canna, more, lamponi, note verdi, mandorle fresche, iris, ribes rosso, foglia di fico, erbe aromatiche, note di miele di castagno e note agrumate.
- sapore: nella versione secca il carattere è "nervoso" con toni freschi - acidi -  caratteristici, con un tannino evidente a grana fine mai troppo sovraccaricato;  abboccato o semisecco, amabile, dolce, di corpo fresco, sapido e armonico

## Storia
Il Lambrusco di Sorbara è prodotto in una decina di comuni del modenese con un 60% di uve provenienti dal vitigno in questione, mentre per il restante 40% è concesso utilizzare le uve del Lambrusco Salamino. Questo accade perché il Sorbara per la forma del fiore non riesce a fornire il polline per fecondare e quindi sviluppare l'acino a fornire il polline ci pensa il Lambrusco Salamino che viene appunto piantato assieme al Sorbara per questo scopo.
Tra i Lambruschi del modenese è quello che solitamente si presenta meno carico in quanto colore, con profumazioni fruttate attraversate da sfumature di violetta che fanno onore al suo soprannome: il Lambrusco della viola.

## Abbinamenti consigliati
zampone, bolliti, tortellini, tagliatelle,
lasagne alla bolognese, verdure e formaggi, gnocco fritto e salumi. I tipi
amabile e dolce si sposano con i dolci modenesi.

## Produzione
Provincia, stagione, volume in ettolitri
- Modena  (1990/91)  101149,0
- Modena  (1991/92)  59356,0
- Modena  (1992/93)  98300,83
- Modena  (1993/94)  79959,05
- Modena  (1994/95)  82854,0
- Modena  (1995/96)  63063,0
- Modena  (1996/97)  82307,0